# Marek Szafrański
Marek Szafrański – polski fizyk, profesor nauk fizycznych, specjalizuje się w fizyce ciała stałego oraz fizyce doświadczalnej, nauczyciel akademicki Uniwersytetu im. Adama Mickiewicza w Poznaniu.

## Życiorys
Stopień doktorski uzyskał w 1991 na podstawie pracy pt. Badania absorpcji alkalicznych halatów w nadfiolecie i ich interpretacja (promotorem był prof. Wojciech Nawrocik). Habilitował się w 2001 w UAM na podstawie oceny dorobku naukowego i pracy pod tytułem Termodynamika i mechanizm przemian fazowych w kryształach soli guanidyniowych. Tytuł naukowy profesora nauk fizycznych został mu nadany w 2010 roku. 
Na macierzystym Wydziale Fizyki UAM pracuje jako profesor w Zakładzie Kryształów Molekularnych. Prowadzi zajęcia z fizyki fazy skondensowanej, teorii materii skondensowanej oraz metod eksperymentalnych w fazie skondensowanej.
Jest członkiem Polskiego Towarzystwa Fizycznego. Swoje prace publikował m.in. w "Physical Review B", "Journal of Physical Chemistry B" oraz w "Ferroelectrics Letters". Zasiada w radzie naukowej poznańskiego Centrum NanoBioMedycznego.